# Ніздрець (гміна)
Ґміна Нозджец (пол. Gmina Nozdrzec) — колишня (1934—1939 рр.) сільська ґміна Бжозовського повіту Львівського воєводства Польської республіки (1918—1939) рр. Центром ґміни було село Нозджец.

1 серпня 1934 р. було створено ґміну Нозджец в Бжозовському повіті. До неї увійшли сільські громади: Домбрувка Стаженьска, Дильонґова, Глудно, Нозджец, Поремби, Сєдліска, Вара, Весола, Володзь.
У середині вересня 1939 року німці окупували територію ґміни, однак уже 26 вересня 1939 року мусіли відступити з правобережної частини, оскільки за пактом Ріббентропа-Молотова вона належала до радянської зони впливу. 27.11.1939 постановою Верховної Ради УРСР села Добрівка-Стара, Дильцова, Поремби, Сєдліска і Володзь в ході утворення Дрогобицької області включені до Добромильського повіту. Територія ввійшла до складу утвореної 4 грудня 1939 року Дрогобицької області УРСР (обласний центр — місто Дрогобич) і утвореного 17.01.1940 Бірчанського району (районний центр — Бірча). Наприкінці червня 1941, з початком Радянсько-німецької війни, територія знову була окупована німцями. В липні 1944 року радянські війська знову оволоділи цією територією. В березні 1945 року територія віддана Польщі. Основна маса місцевого українського населення була насильно переселена в СРСР в 1944-1946 р., решта під час операції «Вісла» в 1947 р. депортована на понімецькі землі.